# Kotoe Inoue
Kotoe Inoue (井上琴絵?, Inoue Kotoe; Kyoto, 15 febbraio 1990) è una pallavolista giapponese, libero della LOVB Austin.

## Carriera

### Club
La carriera di Kotoe Inoue inizia nei tornei scolastici del Giappone, giocando per la Kyōto Tachibana. Nella stagione 2008-09 diventa professionista, debuttando in V.Premier League con le JT Marvelous: resta legata al club di Osaka per un decennio, nel corso del quale vince uno scudetto e cinque edizioni del Torneo Kurowashiki, oltre a retrocedere in V.Challenge League e ottenere una promozione in massima serie, impreziosendo le sue prestazioni con qualche riconoscimento individuale.
Nel campionato 2018-19 fa la sua prima esperienza all'estero, approdando in Romania per indossare la casacca del CSM Bucarest, in Divizia A1, ma già nel campionato seguente rientra in patria, questa volta ingaggiata dalle Denso Airybees, con cui prende parte alla V.League Division 1 per un biennio. Si trasferisce poi alle NEC Red Rockets nella stagione 2021-22, vincendo nel corso di un biennio uno scudetto e una Coppa dell'Imperatrice, prima di approdare nella Volleyball Thailand League nell'annata 2023-24, dove con il Nakhon Ratchasima si laurea campionessa nazionale, venendo anche premiata come MVP e miglior libero.
È poi di scena nella prima edizione della League One Volleyball, indossando la casacca della LOVB Austin, con cui si aggiudica il titolo nazionale.

### Nazionale
Fa parte della nazionale giapponese under 18 che si aggiudica la medaglia d'oro al campionato asiatico e oceaniano 2007, mentre con l'under 19 vince l'oro al campionato asiatico e oceaniano 2008.
Nel 2010 debutta in nazionale maggiore alla Coppa asiatica. In seguito vince la medaglia d'oro al campionato asiatico e oceaniano 2017 e viene premiata come miglior libero alla Grand Champions Cup.

## Palmarès

### Club
- Campionato giapponese: 2

2010-11, 2022-23
- LOVB: 1

2025
- Coppa dell'Imperatrice: 2

2022
- Torneo Kurowashiki: 5

2011, 2012, 2015, 2016, 2018

### Nazionale (competizioni minori)
- Campionato asiatico e oceaniano under 18 2007
- Campionato asiatico e oceaniano under 19 2008

### Premi individuali
- 2007 - Campionato asiatico e oceaniano under 18: Miglior libero
- 2008 - Campionato asiatico e oceaniano under 19: Miglior libero
- 2010 - Campionato asiatico per club: Miglior libero
- 2011 - V.Premier League: Miglior libero
- 2015 - Torneo Kurowashiki: Miglior libero
- 2017 - Grand Champions Cup: Miglior libero
- 2024 - Volleyball Thailand League: MVP
- 2024 - Volleyball Thailand League: Miglior libero